# Comitatul Burnett, Wisconsin
Comitatul Burnett, conform originalului din engleză,  Burnett  County, este unul din cele 72 comitate ale statului american  Wisconsin. Sediul comitatului este localitatea Siren. Conform recensământului din anul 2000, populația sa a fost 15.674 de locuitori.

## Demografie
|  | Graficele sunt indisponibile din cauza unor probleme tehnice. Mai multe informații se găsesc la Phabricator și la wiki-ul MediaWiki. |

Date: Wikidata - grafică realizată de Wikipedia